# DB-Baureihe 488.0
Die Baureihe 488.0/888.0 ist ein dreiteiliger Triebzug der Berliner S-Bahn. Die 1999 durch Umbau aus zwei Viertelzügen der Baureihe 477/877 entstandene Einheit diente während ihrer Betriebszeit nur zu Sonderfahrten. Sie ist auch bekannt unter der Bezeichnung Panorama-S-Bahn.
Von der Vorstellung des Fahrzeugs zum 75-jährigen Bestehen der S-Bahn am 6. August 1999 bis zu seiner Stilllegung 2009 sind rund 150 000 Fahrgäste gezählt worden, darunter auch Königin Elisabeth II.

## Entwicklung

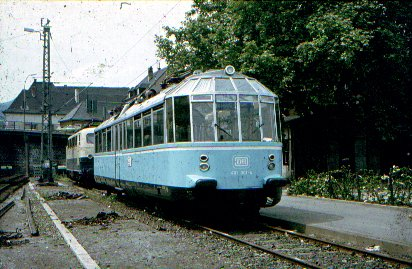
Diente als Vorlage: Der „Gläserne Zug“ ET 91

Als Vorlage für einen S-Bahn-Triebwagen, der touristisch genutzt werden sollte, dienten die beiden Exemplare der Baureihe 491, von denen der letzte Vertreter am 12. Dezember 1995 bei einem Auffahrunfall so stark beschädigt wurde, dass die Deutsche Bahn einen Wiederaufbau als unwirtschaftlich verwarf.
Die ersten Überlegungen für ein ähnliches Fahrzeug kamen allerdings noch vor dem besagten Unfall in Berlin auf, kurz nach der Gründung der S-Bahn Berlin GmbH zum 1. Januar 1995. Zunächst gab es Überlegungen, ein den offenen Doppeldeckern der BVG entsprechendes Fahrzeug zu bauen. Bei der U-Bahn gab es bereits ein solches offenes Fahrzeug – bekannt unter dem Namen Cabrio-U-Bahn –, bei der die Fahrgäste mit Helmen ausgestattet den Berliner Untergrund erleben können. Die Idee, ein gleichartiges Fahrzeug für die S-Bahn zu entwerfen, wurde allerdings aus folgenden Gründen schnell verworfen:
- Zuallererst stand die Sicherheit der Fahrgäste auf dem Spiel: Da das Fahrzeug im Regelbetrieb unterwegs gewesen wäre, bestünde die Gefahr, mit umliegenden Fahrzeugen oder Anlagen in Berührung zu kommen.
- Das Fahrzeug konnte nur zwischen Regelzügen eingesetzt werden, was eine erhöhte Reisegeschwindigkeit mit sich brächte. Die Fahrgäste wären so vermehrt dem Fahrtwind ausgesetzt worden.
- Ein offenes Fahrzeug hätte ebenfalls zur Folge gehabt, dass der Betrieb nur saisonbedingt, das heißt nur in der warmen Jahreszeit, stattfinden könnte. Dies führt aber zu einem nicht unerheblichen Ansteigen der Betriebskosten.
- Die Bodenrahmen hätten bei offenen Wagen ohne mittragendes Dach erheblich verstärkt werden müssen, was aufgrund der unter den Wagenboden anzuordnenden Teile insbesondere der elektrischen Ausrüstung auf Schwierigkeiten gestoßen wäre.

Es sprachen also mehrere Gründe gegen eine Cabrio-S-Bahn. Zu diesem Zeitpunkt ereignete sich ein Unfall in Garmisch-Partenkirchen, bei dem das letzte Exemplar der als „Gläserner Zug“ bekannt gewordenen Baureihe zerstört wurde. Die zuständigen Leute im Vorstand der Berliner S-Bahn griffen die Idee des Tourismuswagens wieder auf und stellten die Anforderungen für das zu konstruierende Fahrzeug:
- Das Fahrzeug soll nur auf den Gleichstromstrecken der Berliner S-Bahn verkehren, also mit 750 V = und seitlicher Stromschiene.
- Ähnlich dem „Gläsernen Zug“ sollen die Fahrgäste eine möglichst ungehinderte Sicht rechts und links des Fahrzeugs haben, zusätzlich eine freie Sicht über den Führerstand hinaus auf die Strecke.
- Die Innenausrichtung ist barrierefrei zu gestalten, zudem ist ein höchstes Maß an Komfort zu bieten. Für Erläuterungen ist eine Multimedia-Anlage vorgesehen.
- Freizügiger Durchgang zwischen den einzelnen Wagen.
- Einbau einer barrierefreien Toilette.
- Das Fahrzeug soll kein Neubau, sondern aus dem bestehenden Wagenpark heraus umgebaut werden.

Die Wahl fiel schnell auf die zur Ausmusterung vorgesehene Baureihe 477; die neueren Baureihen wären für einen Umbau von vornherein nicht in Frage gekommen. Zudem hatte die Hauptwerkstatt Schöneweide bereits jahrzehntelange Erfahrungen beim Umbau und bei der Modernisierung dieser Fahrzeuge. Dennoch sollte die „Panorama-S-Bahn“ eine der größten Umbauaktionen in der Geschichte des Werks werden.

## Umbau
Als Spenderwagen für den Panoramazug dienten die beiden zur Hauptuntersuchung vorgesehenen Viertelzüge 477/877 105 und 130. Der Beiwagen 877 105 wurde allerdings in 877 114 II umbezeichnet und im Regelbetrieb weitergenutzt, da der 877 114 I (also der zeitlich erste von beiden Beiwagen) auf Grund technischer Mängel ausgemustert werden musste. Ohnehin war bei der ersten Präsentation ein dreiteiliger Zug vorgeschlagen worden.
Die beiden Triebwagen wurden 1943 bei der Waggonfabrik Dessau, der Beiwagen 1958 im Raw Schöneweide hergestellt. Sie erhielten nach Umbau die Wagennummern 488 001 bzw. 501 und 888 001.
Bei der ersten Untersuchung der Fahrzeuge wurden zunächst an mehreren Trägern Korrosionsschäden festgestellt. Diese waren zum besagten Zeitpunkt noch nicht gravierend, hätten sich aber später bemerkbar machen können. Infolgedessen entschied sich die Hauptwerkstatt für einen kompletten Neuaufbau der Wagen, um spätere Arbeiten zu vermeiden.
Der Umbau erfolgte zwischen 1996 und 1999. Rund 3,5 Millionen Euro wurden hierfür aufgewendet.

### Rohbau und Lackierung
Die Abmessungen der Fahrzeuge entsprechen denen der Basis-Wagen. Der Mittelwagen ist gegenüber den beiden Triebwagen um 350 mm länger. Der Bodenrahmen entspricht ebenfalls den Originalen, nur die Querträger bekamen eine andere Position, um eine konsequente Spantenbauweise zu ermöglichen. Die Kopfträger mussten dagegen neu konzipiert werden. Grund hierfür waren die geplanten Übergänge zwischen den Einzelwagen, die eine Tieferlegung der Kupplungen um 370 mm erforderten.
Die Seitenwände des Fahrzeugs sind mit dem 1600 mm breiten Längsträger im Dach verbunden. Sie bestehen im Rohbau aus Vierkantrohren mit unterhalb der Fensterbrüstung angeordneten Zug- und Druckstäben und einer Beplankung aus Stahlblech. Die Anordnung ist auch deshalb möglich geworden, da geringere Anzahl der Türen (je eine pro Wagenseite anstatt vier) der Statik der Wagenkästen zugutekommt. Die Fahrzeugköpfe mussten ebenfalls neugebaut und zusätzlich verstärkt werden, um dem veränderten Querschnitt des Wagenkastens zu entsprechen. Dennoch ähneln sie denen der BR 477 fast bis ins Detail. Ebenso wurde die Anordnung der Scheinwerfer denen der Originalfahrzeuge nachempfunden, lediglich das dritte Spitzensignal über der Frontscheibe ist neu.
Bei der Lackierung der Fahrzeuge griff man auf das bewährte und bei der Bevölkerung beliebte Farbmuster zurück: Unterhalb des Fensterbandes bordeauxrot, darüber ocker. Lediglich der schwarze Trennstreifen zwischen den Farben sowie der bordeauxrote Streifen über den Fenstern fehlen. Eine Ausnahme bilden die komplett in ocker lackierten Türen, welche vom ursprünglichen Muster abweichen.

### Fahrgastraum

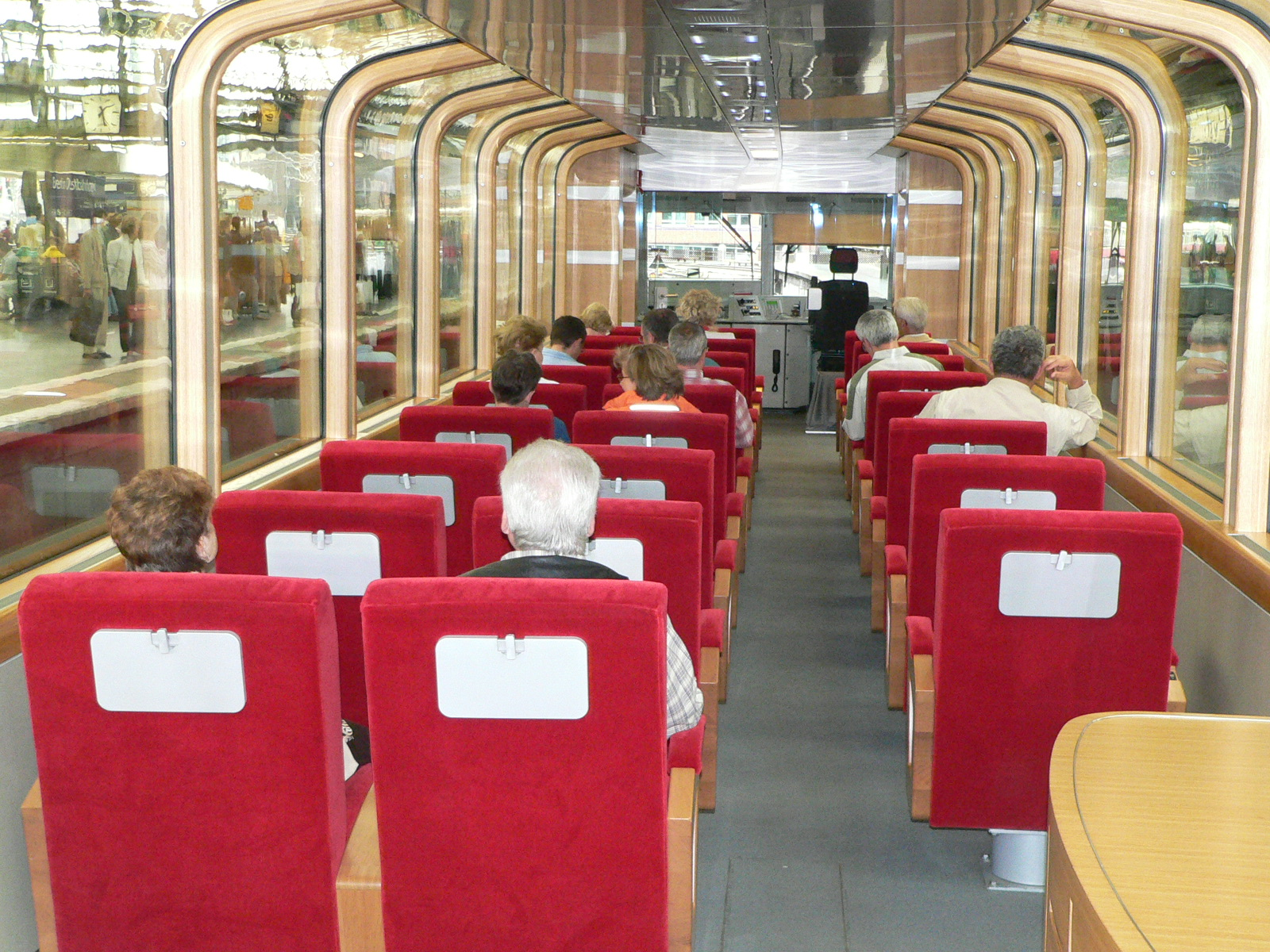
Innenraum

Die Inneneinrichtung wie auch die äußere Farbgebung des Triebwagens übernahm das Designer-Team Heike Mühlhaus und Peter Ruthenberg.
Insgesamt hat die Einheit 40 Seitenfenster mit einer Eigenmasse von je 170 kg. Sie sind als Thermofenster konzipiert und ungeteilt bis in den Mittelträger im Fahrzeugdach hineingezogen. Sie werden durch einen Aluminiumrahmen miteinander verbunden und in die Seitenwand eingeklebt.
Um ebenfalls einen optimalen Blick auf die Strecke zu gewährleisten, ist zwischen dem Fahrgastraum und Führerstand eine Glastrennwand eingebaut worden. Der Führerstand selbst ist nur von diesem aus zu betreten und wurde völlig neu konzipiert.
Die Fußbodenhöhe beträgt durchgehend 1120 mm über Schienenoberkante, was einen fast niveaugleichen Einstieg gewährleistet. Der Fußboden selbst besteht aus einem auf dem Untergestell angebrachten Spritzschutzblech, auf dem wiederum ein der Länge nach dreigeteilter gitterförmiger Holzrahmen befestigt ist. Auf diesem befindet sich der eigentliche Fußboden in Form einer Sperrholzplatte, die mit den Gitterrahmen verschraubt ist. Zwischen Sperrholzplatte und Gitterrahmen befindet sich Dämmmaterial. Auf der Sperrholzplatte wurde anschließend nochmals Teppichboden verlegt.
Für die Verkleidungen im Innenraum wurde vorwiegend Eichenholz beziehungsweise Eichenholzfunier verwendet.
Die Fahrzeugeinheit verfügt pro Einzelwagen und Seite über je eine doppelflügelige und elektrisch angetriebene Außenschwenkschiebetür mit einer lichten Weite von 1155 mm. Da die Panoramafenster zu massiv gebaut sind, fungieren die Türenfenster gleichzeitig als Notausstieg. Die Türen können von beiden Seiten über Druckknöpfe geöffnet werden; vor der Abfahrt leuchtet eine rote Warnleuchte und es ertönt das markante Warnsignal.
Der Triebzug verfügt über insgesamt 65 Sitzplätze, davon je 26 in den beiden Triebwagen (Anordnung 2+1) und 13 im Mittelwagen (Anordnung 1+1). Letztere erlaubt es, dass Rollstuhlfahrer ungehindert durch den Mittelwagen fahren können. Die Sitze habe eine Sitzflächenbreite von 550 mm, die Gesamtbreite beträgt 650 mm. Je nach Bedarf können die Sitze sowohl längs als auch quer zur Fahrtrichtung gedreht werden; eine ähnliche Anordnung gab es bereits in den Endwagen der Schnelltriebzüge der Baureihe 175 der Deutschen Reichsbahn. Jeder Sitz verfügt über einen Kopfhöreranschluss, über den der Fahrgast bei Bedarf Informationen zur Strecke und den umliegenden Sehenswürdigkeiten erhalten kann.
Für die zwischenzeitliche Versorgung der Fahrgäste befindet sich am einen Ende des Mittelwagens eine Theke für kleine Snacks und Getränke. Am anderen Ende befindet sich die Toilette.
Das Fahrzeug ist ebenfalls mit einer Klimaanlage ausgerüstet, die es erlaubt, zu jeder Jahreszeit die entsprechende Temperatur einzustellen. Jeder der drei Einzelwagen verfügt über eine eigene Anlage. Verflüssiger, Verdichter und Umrichter sind unterhalb des Fahrzeugbodens angebracht, wogegen das Klimagerät und die Heizung sich im jeweiligen Wagenkasten befinden.
Für die Beleuchtung ist ein im Dach eingebrachtes Leuchtenband vorgesehen, das bei Bedarf auch geregelt werden kann. So kann unter anderem verhindert werden, dass durch Spiegelung der Reiz einer Abend- oder Nachtfahrt verlorengeht. Darüber hinaus sind noch Spot- und Einzelleuchten angebracht.

### Technische Ausrüstung

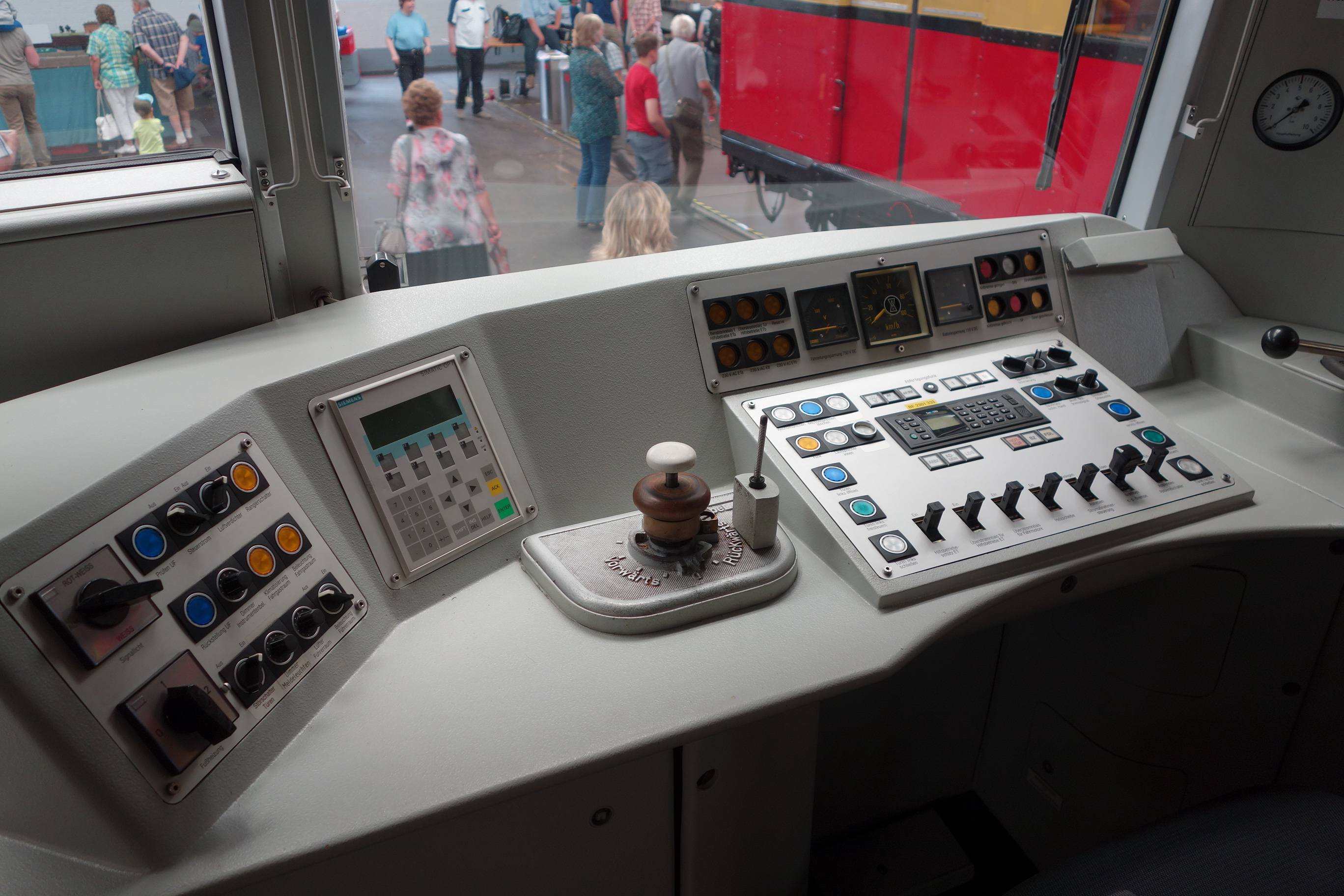
Führerstand

Um möglichst ungestörte Sicht für die Fahrgäste zu ermöglichen, sind die Teile der elektrischen und pneumatischen Ausrüstung unter dem Wagenboden angebracht.
Die Drehgestelle wurden von den in den 1970er und 1980er Jahren rekonstruierten Wagen der Baureihe 477 übernommen. Die Endwagen sind mit je zwei Triebdrehgestellen ausgerüstet, der Mittelwagen mit Laufdrehgestellen. Anfangs war anstelle des zweiten Triebwagens ein Steuerwagen vorgesehen, die Idee wurde aber wieder verworfen, da die Gefahr bestand, dass die Leistung eines Triebwagens nicht ausgereicht hätte, die ganze Triebwageneinheit anzutreiben.
Die Wagen verfügen über eine direktwirkende, elektrische Bremssteuerung sowie in der Rückfallebene eine pneumatische Ansteuerung. Zusätzlich wurde eine Notbremsüberbrückung eingebaut.

### Elektrische Ausrüstung
Der Fahrstromkreis wie auch der Antrieb wurden unverändert von der BR 477 übernommen. Aufgrund der erweiterten elektrischen Ausrüstung musste jedoch die Hilfsbetriebversorgung geändert werden. Die Energieversorgung des 400-V-Drehstrom-Hilfsbetriebnetzes erfolgt durch einen statischen Umrichter, der die einzelnen Bordspannungen bereitstellt:
- Ein 540 V = Zwischenkreis für die Batterieladegeräte mit einer Ausgangsspannung von 110 V.
- 400 V Drehstrom für die Klimaanlage.
- 230 V Wechselstrom für die Luftbehandlungsgeräte, die Multimedia-Anlage und die Bar.
- 12 bzw. 24 V = für SPS, Multimedia und Funk.

Die Steuerung der Hilfsbetriebe erfolgt über SPS (speicher-programmierbare Steuerung); die Verbindung vom Rechner zu den einzelnen SPS-Klemmen erfolgt über Lichtwellenleiter. Die einzelnen Spannungsebenen konnten auf Grund der großen Schwankungen im 750-V-Gleichstrom-Netz der S-Bahn nur unter großem Aufwand in den Griff bekommen werden, da die angeschlossenen Verbraucher nur minimale Stromschwankungen vertragen.

## Betrieb

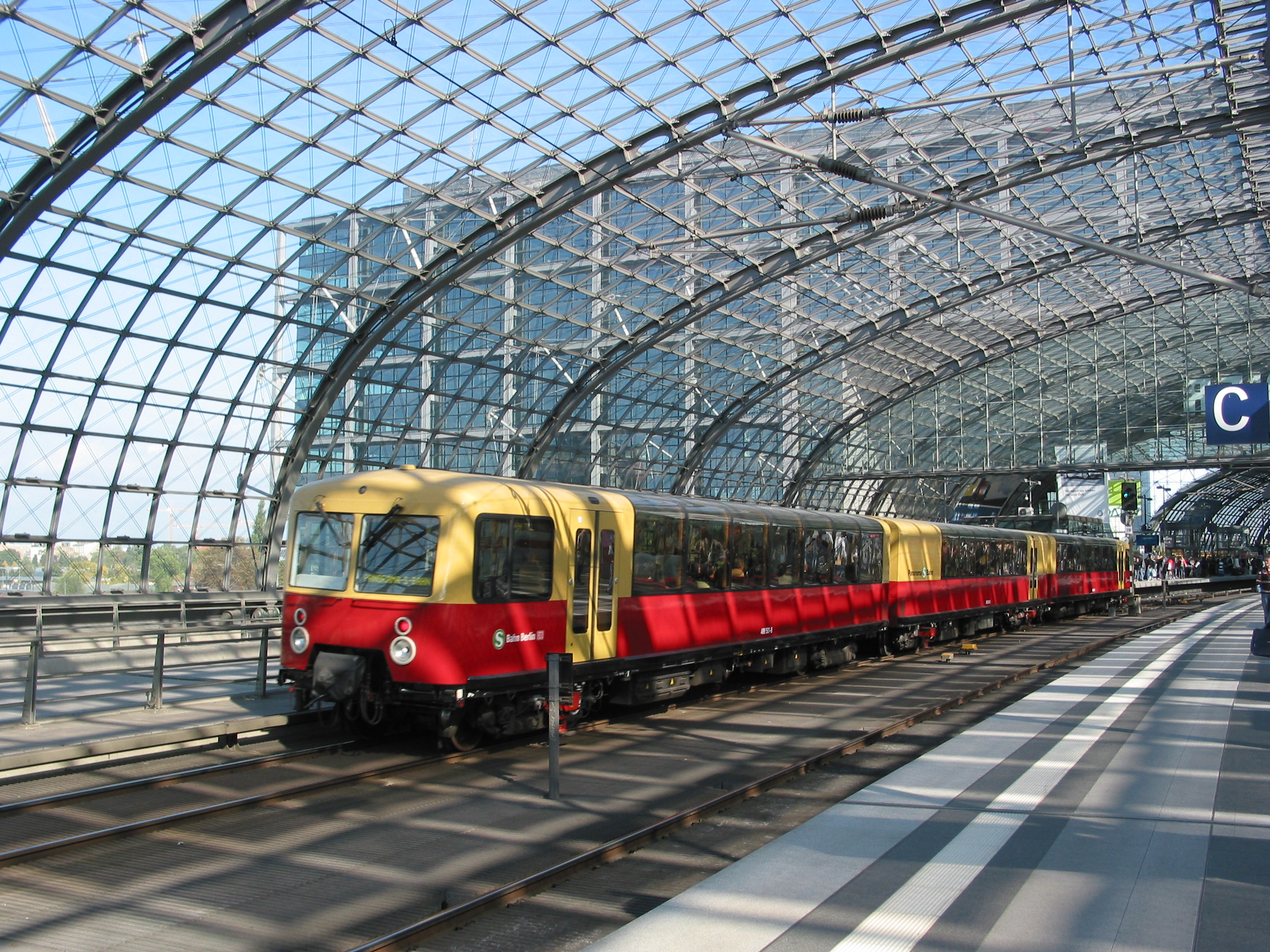
Panorama-S-Bahn im Berliner Hauptbahnhof

Der Triebzug ist seit 2009 nicht mehr in Betrieb. Er verkehrte ausschließlich freitags und an den Wochenenden im Sonderverkehr zwischen den Regelzügen. Als Standard-Strecke galt die Rundfahrt Ostbahnhof–Südring–Stadtbahn–Ostbahnhof, wobei zu bestimmten Anlässen, etwa der Fußball-WM 2006 oder zu Streckeneröffnungen, auch andere Ziele angeboten wurden. Es bestand ebenfalls die Möglichkeit, das Fahrzeug für besondere Anlässe, etwa Betriebsfeiern, Hochzeiten etc. zu chartern.
Ein Reiseleiter gab Hintergrundinformationen und Anekdoten zur Strecke und den umliegenden Sehenswürdigkeiten. Darüber hinaus wurden über die Kopfhörer im Sitz auch Stadtführungen auf Englisch und Spanisch angeboten.
Die Panorama-S-Bahn ist u. a. wegen längerfristig fehlender Werkstattkapazitäten nicht mehr in Betrieb. Auch wären für eine Wiederinbetriebnahme umfangreiche Überarbeitungen an den Fahrzeugen nötig. Die Kosten hierfür können sich auf über zwei Millionen Euro belaufen. Die S-Bahn Berlin GmbH stellt vor diesem Hintergrund die Wiederinbetriebnahme in Frage. Der Zug ist seit April 2015 in der Triebwagenhalle Erkner abgestellt.
Eine Wiederinbetriebnahme wird inzwischen nicht mehr angestrebt, da hierfür neu konstruierte Radsätze sowie der Einbau von Fahrzeuggeräten der Zugbeeinflussung ZBS notwendig sowie anschließend ein erneuter Zulassungsprozess obligatorisch wären.